# Stefano Sensi
Stefano Sensi (Urbino, 5 d'agost de 1995) és un futbolista italià que juga en la demarcació de migcampista per la UC Sampdoria, cedit per l'Inter de Milà de la Sèrie A d'Itàlia.

## Internacional
Després de jugar amb la selecció de futbol sub-17 d'Itàlia i amb la sub-23, finalment va fer el seu debut amb la selecció absoluta el 20 de novembre de 2018 en un partit amistós contra els Estats Units que va finalitzar amb un resultat de 1-0 a favor del combinat italià després del gol de Matteo Politano.

## Palmarès
FC Inter de Milà
- 2 Serie A: 2020-21, 2023-24
- 1 Copa italiana: 2021-22
- 2 Supercopes italianes: 2021, 2023